# Байдавлетовська сільська рада
Байдавле́товська сільська рада (рос. Байдавлетовский сельский совет) — муніципальне утворення у складі Зіанчуринського району Башкортостану, Росія. Адміністративний центр — присілок Серегулово.

## Населення
Населення — 957 осіб (2019, 1105 в 2010, 1249 в 2002).

## Склад
До складу поселення входять такі населені пункти:
| Населений пункт       | Населення, осіб (2002) | Населення, осіб (2010) |
| --------------------- | ---------------------- | ---------------------- |
| Байдавлетово, село    | 231                    | 207                    |
| Ібраєво, присілок     | 524                    | 479                    |
| Сазала, присілок      | 106                    | 93                     |
| Серегулово, присілок  | 373                    | 306                    |
| Сулейманово, присілок | 15                     | 20                     |